# کاظم‌آباد، جلیل‌آباد
کاظم‌آباد (به ترکی آذربایجانی: Kazımabad) یک منطقه مسکونی در جمهوری آذربایجان است که در شهرستان جلیل‌آباد واقع شده است. کاظم‌آباد ۲۲۵۴ نفر جمعیت دارد.